# Money (That’s What I Want)
«Money (That’s What I Want)» (с англ. — «Деньги [Вот, что я хочу]») — известная песня, написанная основателем лейбла Tamla Берри Горди и Джени Брэдфорд (Janie Bradford). Песня была впервые исполнена Барретом Стронгом, впоследствии многократно перепевалась различными исполнителями; к наиболее известным кавер-версиям можно отнести версии «Битлз» и The Flying Lizards.

## История песни
Песня была записана на молодом в то время американском лейбле Tamla в 1959 году. Для общенационального распространения песня была предложена лейблу Anna Records. В исполнении Баррета Стронга песня стала первым значительным хитом лейбла Tamla, достигнув второй позиции в чарте US R&B Chart и 23-й позиции в чарте US Pop Chart.
В перечне 500 величайших песен всех времён по версии журнала «Rolling Stone» песня занимает 294-ю позицию.

## Версия «Битлз»
Включая эту песню в свой второй альбом, группа надеялась повторить завершающий успех композиции «Twist and Shout» (которой заканчивался их первый альбом). Запись песни состоялась 18 июля 1963 года, в общей сложности было сделано 7 дублей. Позднее, 30 июля и 30 сентября, Джордж Мартин дозаписал партию фортепиано.
До записи песня находилась в концертном репертуаре группы около двух лет — известно, что она была одной из песен, исполнявшихся группой на прослушивании у лейбла Decca Records 1 января 1962 года (данная запись была опубликована на малоизвестной неофициальной пластинке The Complete Silver Beatles, выпущенной в сентябре 1982 года лейблом Audio Fidelity). Впоследствии группа неоднократно исполняла эту песню для радио BBC. Живое исполнение этой песни в Стокгольме в октябре 1963 года было включено в альбом Anthology 1.
В записи участвовали:
- Джон Леннон — вокал, ритм-гитара
- Пол Маккартни — подголоски, бас-гитара
- Джордж Харрисон — подголоски, соло-гитара
- Ринго Старр — ударные
- Джордж Мартин — фортепиано

Песня была включена также в мини-альбом All My Loving, вышедший 7 февраля 1964 года.

## Другие кавер-версии
Песня перепевалась многими исполнителями (см. полный список (недоступная ссылка)).
Кроме версии «Битлз», наибольшей популярностью пользовалась кавер-версия группы The Flying Lizards. Их версия, записанная в 1979 году, стала заметным хитом, достигнув 22-й позиции в чарте Dance Music/Club Play Singles и 50-й — в чарте Billboard Hot 100, а также неоднократно использовалась в саундтреках к различным фильмам и телешоу (например, «Певец на свадьбе», «Оружейный барон», «Ангелы Чарли»).
Среди наиболее известных музыкальных коллективов, исполнявших эту песню, можно упомянуть The B-52s, Bern Elliott and the Fenmen (их версия достигла 14-й позиции в чарте UK Singles Chart), Boyz II Men, The Doors (песня вошла в их концертный альбом Live at the Matrix 1967), The Everly Brothers, Айк и Тина Тёрнеры, The Kingsmen (их версия, выпущенная в виде сингла, в 1964 году достигла 16-й позиции в чарте Billboard Hot 100 и 17-й — в рейтинге музыкального журнала «Cashbox»), Led Zeppelin (исполнялась среди песен «на бис» во время американского тура группы в 1972 году), The Miracles, Paul Revere & the Raiders, Pearl Jam, The Pretenders, The Rembrandts, The Rolling Stones (песня вошла в дебютный мини-альбом группы The Rolling Stones, вышедший в 1964 году), Scissor Sisters, The Searchers, The Smashing Pumpkins, The Sonics, The Stooges, The Supremes, The Trashmen.
Наиболее известные исполнители, перепевшие эту песню: Бруно Марс, Бадди Гай,
Дайана Росс, Доктор Джон, Этта Джеймс, Джерри Ли Льюис, Джими Хендрикс (Хендрикс записал кавер-версию для альбома Knock Yourself Out, будучи членом группы Curtis Knight & the Squires), Джон Белуши, Джон Леннон (его исполнение этой песни уже во время сольной карьеры вошло в концертный альбом Live Peace in Toronto 1969), Литл Ричард, Рой Орбисон, Тодд Рандгрен, Вэйлон Дженнингс.

## «I Need Some Money»
Песня под названием «I Need Some Money» (с англ. — «Мне нужно немного денег»), вышедшая в виде сингла летом 1960 года), исполнялась американским исполнителем Джоном Ли Хукером ещё до выхода сингла «Money (That’s What I Want)» в 1959 году. Несмотря на то, что музыка у этих двух композиций различна, тексты их чрезвычайно схожи; первые строфы, например, выглядят так (на первом месте — текст более известной композиции):
| «The best thing in life is free But you can give it to the birds an' bees I need some money, Need some money. Oh yeah, what I want» «The best things in life are free But you can keep 'em for the birds and bees Now give me money, (that’s what I want) that’s what I want.» |

Вопрос о том, какой именно текст предшествовал другому, никогда и никем официально не разрешался; на сингле «I Need Some Money» Джон Ли Хукер указывается как автор и текста и музыки.

## Прочее
- Группа Chumbawamba использовала припев из песни для своей композиции «Snip Snip Snip»; однако из юридических соображений этот фрагмент песни не был включён в версию, звучащую на альбоме Shhh.
- Песня является лейтмотивом в саундтреке к фильму «Аферист» (1999).
- Песня в исполнении Баррета Стронга звучит в одной из серий мультсериала «Приключения мультяшек» (от лица Монтаны Макса).
- Песня в исполнении Баррета Стронга звучит в эпизоде «Made for Each Other» сериала «Полиция Майами».
- В компьютерной игре «Mafia II» песня звучит на Empire Central Radio.